# Derichebourg
Derichebourg — французская компания в сфере сбора и переработки отходов. Штаб-квартира расположена в XII округе Парижа.

## История
Компания Derichebourg образовалась в 2007 году в результате слияния Compagnie Française des Ferrailles (CFF, «Французская компания металлолома») и Penauille PolyServices. CFF была основана в 1956 году, с 1963 года её акции котировались на Парижской фондовой бирже, в 1994 году Даниель Деришбург приобрёл в ней контрольный пакет акций. Penauille PolyServices, компания по вывозу мусора и уборке улиц, была основана в 1970 году, с 2006 года также контролировалась Деришбургом.
В 2013 году было продано подразделение по наземному обслуживанию самолётов Servisair (оно входило в Penauille PolyServices).
В 2021 году была куплена компания по переработке отходов Guy Dauphin Environnement.
В 2022 году было куплено 24 % акций компании Elior Group, а в апреле 2023 года доля была увеличена до 48 %. Elior Group занимается организацией общественного питания, в частности обслуживает столовые в офисах, школах, больницах и других учреждениях. Основными рынками для компании являются Франция, Италия, Испания, Великобритания и США.

## Собственники и руководство
- Даниель Деришбург (Daniel Derichebourg, род. 8 декабря 1952 года) — председатель совета директоров и крупнейший акционер (41,29 % акций)[2].
- Абдеррахман Эль-Ауфир (Abderrahmane El Aoufir) — генеральный директор с апреля 2023 года, в компании CFF с 1984 года[7].

## Деятельность
Подразделения компании по состоянию на 2022/23 финансовый год:
- переработка отходов — сбор и переработка чёрных и цветных металлов, а также электроники, бытовой техники и мебели, снос зданий; 95 % выручки;
- коммунальное хозяйство — вывоз мусора, уборка улиц, эксплуатация свалок; 5 % выручки.

Выручка компании за 2022/23 финансовый год составила 3,64 млрд евро, из них на Францию приходилось 70 %, на остальную Европу — 24 %, на Америку (Канаду, США и Мексику) — 6 %.